# Niños de Santa Rosa
En México, los Niños de Santa Rosa es un grupo conformado en 1949 por 1,500 menores de edad, hijos de polacos, que fueron traídos desde Siberia, a petición del Tratado de Varsovia. Las gestiones se desarrollaron mediante el Comité de Ayuda a las víctimas de la guerra con el gobierno de México.

## Historia

Niños polacos albergados en México por cuestiones bélicas de su país, a causa de la invasión nazi y posterior Segunda Guerra Mundial.

México albergó entre 1943 y 1947 a 1453 refugiados polacos a causa del conflicto bélico de la Segunda Guerra Mundial bajo el pacto del Tratado de Varsovia el cual les permitía recidir en cualquier país del exterior, de ellos fueron los primeros 435 polacos, luego llegaron 1,500 polacos procedentes de Siberia, eran en su mayoría menores de edad, algunas esposas, viudas y adultos mayores de los soldados polacos católicos que fueron resguardados en la Hacienda de Santa Rosa; En la hacienda guanajuatense se les habilitó una escuela en lengua polaca, dormitorios, granjas para realizar actividades domésticas y pecuarias, con el paso de los años se sumaron alrededor 3,500 ciudadanos polacos en calidad de refugiados, la gran mayoría se estableció en Guanajuato, Jalisco, Querétaro y Ciudad de México.
Algunos de estos niños y familiares que vivieron en Santa Rosa, Guanajuato, emigraron principalmente hacia los Estados Unidos o regresaron a Europa, pero la mayoría se quedó en la ciudad de León, Ciudad de México o Guadalajara.